# أوسكار فارغاس برييتو
أوسكار فارغاس برييتو هو عسكري وسياسي بيروفي، ولد في 8 أغسطس 1917 في موكيغوا في بيرو، وتوفي في 17 يناير 1989 في ليما في بيرو. انتخب رئيس مجلس الوزراء البيروفي ‏ (30 أغسطس 1975 – 31 يناير 1976).